# Pines
Pines – trzeci studyjny album wokalistki A Fine Frenzy wydany 9 października 2012 roku w Stanach Zjednoczonych. Razem z albumem wydano książkę i krótki film animowany "The Story of Pines".

## Lista utworów
1. Pinesong 7:43
2. Winds of Wander 6:05
3. Avalanches (Culla's Song) 3:31
4. Riversong 7:46
5. The Sighting 4:59
6. Dream in the Dark 3:20
7. Sailingsong 4:25
8. Sadseasong 6:10
9. They Can't If You Don't Let Them 4:57
10. Dance of the Grey Whales 2:50
11. It's Alive 3:45
12. Now Is the Start 4:46
13. Untitled (Grasses Grow) 7:25